# Ханьинь
Ханьи́нь (кит. упр. 汉阴, пиньинь Hànyīn) — уезд городского округа Анькан провинции Шэньси (КНР). Название уезда означает «с иньской (южной) стороны от реки Ханьцзян».

## История
После того, как в царстве Цинь в 312 году до н. э. был создан уезд Сичэн, то лежащие западнее него земли были объединены в уезд Чэнгу (成固县). После основания империи Хань на стыке уездов Сичэн и Чэнгу был создан уезд Аньян (安阳县). В эпоху Троецарствия эти места оказались в составе царства Вэй, и от уезда Аньян был отделён уезд Хуанцзинь (黄金县); оставшийся уезд Аньян занимал территории современных уездов Ханьинь, Шицюань и части уездов Цзыян и Ниншань. При империи Западная Цзинь в 280 году уезд Аньян был переименован в Анькан (安康县). При империи Восточная Цзинь западная часть уезда Анькан была в 347 году выделена в отдельный уезд Чанлэ (长乐县); оставшийся уезд Анькан занимал территорию современного уезда Ханьинь, юго-восточную часть современного уезда Шицюань и северо-западную часть современного уезда Цзыян.
В эпоху Южных и Северных династий эти земли не раз переходили из рук в руки, а их административное устройство сильно изменялось. При империи Лян из уезда Анькан был выделен уезд Нинду (宁都县). Когда эти земли были захвачены Северной Вэй, то из уезда Анькан были выделены уезды Чжичэн (直城县) и Ханьинь. Затем уезд Нинду был присоединён к уезду Анькан, после чего тот был переименован в Нинду. При империи Западная Вэй в 552 году к уезду Нинду были присоединены уезды Гуанъян и Ханьинь, в результате чего он стал занимать территории современных уездов Ханьинь, Цзыян, и южную часть современного уезда Шицюань. Затем уезд Нинду был переименован в Анькан, а потом — в Ханьинь.
При империи Тан в 771 году уезд Шицюань из-за малонаселённости был присоединён к уезду Ханьинь, но в 805 году был выделен вновь. После монгольского завоевания уезд Ханьинь был расформирован, а его земли перешли под непосредственное управление властей области Цзиньчжоу (金州).
В конце монгольского правления (первая половина XIV века) уезд Ханьинь был создан вновь; тогда он занимал территорию современных уездов Ханьинь и Цзыян. При империи Мин он был в 1377 году присоединён к уезду Шицюань, но позднее воссоздан. В 1512 году из уезда Ханьинь был выделен уезд Цзыян. При империи Цин в 1782 году уезд Ханьинь был присоединён к уезду Анькан, подчинённому Синъаньской управе (兴安府).
После Синьхайской революции в Китае была проведена реформа структуры административного деления уровня, и в 1913 году управы и области были упразднены; на основе Ханьиньского комиссариата (汉阴厅) уезда Анькан был создан отдельный уезд Хуаньинь.
В 1951 году был создан Специальный район Анькан (安康专区), и уезд вошёл в его состав. В 1958 году уезд Ханьинь был присоединён к уезду Шицюань, но в 1961 году воссоздан. В 1968 году Специальный район Анькан был переименован в Округ Анькан (安康地区).
В 2000 году были расформированы округ Анькан и город Анькан и образован городской округ Анькан.

## Административное деление
Уезд делится на 10 посёлков.